# جوليان سيمون
جوليان سيمون (بالإسبانية: Julián Simón)‏ مواليد 3 أبريل 1987 في طليطلة، هو متسابق دراجات نارية إسباني. نافس في سباقات بطولة العالم لفئة 250 سي سي ولفئة 125 سي سي ولفئة 50 سي سي.

## البطولات
- بطولة العالم لفئة 125 سي سي 2009

## روابط خارجية
- جوليان سيمون على موقع MotoGP.com (الإنجليزية)
- جوليان سيمون على موقع WorldSBK.com (الإنجليزية)
- جوليان سيمون على موقع AS.com (الإسبانية)